# Liên thành quyết
Liên thành quyết (giản thể: 连城诀, phồn thể: 連城訣, bính âm: Lián Chéng Jué, ban đầu tên là Tố Tâm Kiếm) là tên một tiểu thuyết võ hiệp của nhà văn Kim Dung được đăng lần đầu tiên trên Đông Á tuần báo vào năm 1963. Nội dung truyện kể về cuộc phiêu lưu của chàng Địch Vân giữa sóng gió giang hồ, nơi đang tranh giành một bí kíp võ công cùng với một kho báu vật trị giá liên thành.
| “ | Địch Vân trung hậu ngay thật nhưng vô cớ bị hàm oan tù đày chỉ vì có một người sư muội quá xinh đẹp là Thích Phương. Trong ngục tù, chàng gặp được một hảo bằng hữu, gặp cơ duyên luyện được võ công thượng thừa... Sư phụ, các sư bá của Địch Vân và nhiều hào sĩ giang hồ vì mấy con số nhằm mở một kho báu bí mật có giá trị liên thành mà đi tranh giành với bao âm mưu thâm hiểm tạo nên những cuộc truy sát rợn người... | ” |

Bối cảnh lịch sử trong truyện không rõ vào thời gian nào trong lịch sử Trung Quốc, tuy nhiên theo nhận định thì bối cảnh này xảy ra vào thời nhà Thanh vì trong truyện có đề cập đến chi tiết kiểu tóc đuôi sam, một kiểu tóc đặc trưng của người Mãn Châu.
| Kim Dung            | Kim Dung |
| ------------------- | -------- |
| Tiểu thuyết         |          |
| 飛 Phi              | 笑 Tiếu  |
| 雪 Tuyết            | 書 Thư   |
| 連 Liên             | 神 Thần  |
| 天 Thiên            | 俠 Hiệp  |
| 射 Xạ               | 倚 Ỷ     |
| 白 Bạch             | 碧 Bích  |
| 鹿 Lộc              | 鴛 Uyên  |
| Truyện ngắn         |          |
| 越女劍 Việt nữ kiếm |          |

## Nội dung
Mở đầu câu chuyện là cảnh giao đấu vui vẻ của đôi Địch Vân và Thích Phương trước sự quan sát của Thích Trường Phát, cha của Thích Phương. Nhân vật chính Địch Vân là một thanh niên nhà quê, mồ côi cha mẹ từ nhỏ, được Thích Trường Phát nuôi nấng, dạy võ công từ bé tới lớn. Chàng với Thích Phương yêu nhau và nguyện sau này kết thành vợ chồng.

### Biến cố tại nhà Vạn Chấn Sơn
Một hôm, ba người theo lời mời của Vạn Chấn Sơn đến để mừng thọ cho hắn. Vạn Chấn Sơn với Thích Trường Phát vốn là huynh đệ đồng môn, cùng với Ngôn Đạt Bình vốn là đệ tử của Mai Niệm Sinh. Ba người từng cấu kết với nhau giết sư phụ để đoạt lấy Liên Thành kiếm phổ (連城劍谱), rồi vì cuốn sách bị mất cắp mà thù oán nhau. Bữa tiệc mừng thọ này họ tái ngộ không ngoài mục đích tìm ra tung tích của cuốn sách.
Sau một số sự vụ nho nhỏ, đến lúc ba sư đồ gần ra về mới xảy ra hai biến cố lớn: Vạn Chấn Sơn bày mưu vu cho Thích Trường Phát tội ăn cắp cuốn sách chạy trốn, sau khi đả thương y và trát vào tường. Còn con trai Vạn Chấn Sơn là Vạn Khuê, vì thèm muốn Thích Phương mà bày mưu hãm hại Địch Vân. Y dàn xếp cho ra chuyện Địch Vân vừa giấu của ăn cắp, vừa hãm hiếp một người thiếp của Vạn Chấn Sơn. Địch Vân liền bị bắt ra quan phủ, chịu nhiều cực hình sau đó do không nhận tội nên bị tống giam.
Tại nơi giam giữ trọng tội này, Địch Vân gặp Đinh Điển, vốn bị vu oan bắt vào. Ban đầu Đinh Điển ngỡ Địch Vân là kẻ xấu, rất căm ghét, không ngày nào không đánh đập tàn nhẫn, nhưng về sau hiểu ra cả hai cùng cảnh ngộ nên kết giao huynh đệ.

### Chuyện buồn của Đinh Điển
Đinh Điển vốn là một đại cao thủ trong giang hồ, là người được sư phụ của bọn Vạn Chấn Sơn giao Liên Thành quyết trong một dịp tình cờ. Thời gian trong tù, Đinh Điển luyện xong Thần chiếu công, là môn công phu rất lợi hại: chỉ cần chụp vào ai là người đó chết, trừ phi mặc chiếc Ô Tằm Giáp. Đinh Điển yêu Lăng Sương Hoa là con gái của Lăng Thiếu Tư đương nhiệm quan Kinh Châu.Vì muốn đoạt được Thần Chiếu Kinh cha của Sương Hoa hãm hại Đinh Điển và tống giam trong tù.

### Tai họa đeo đuổi khắp nơi

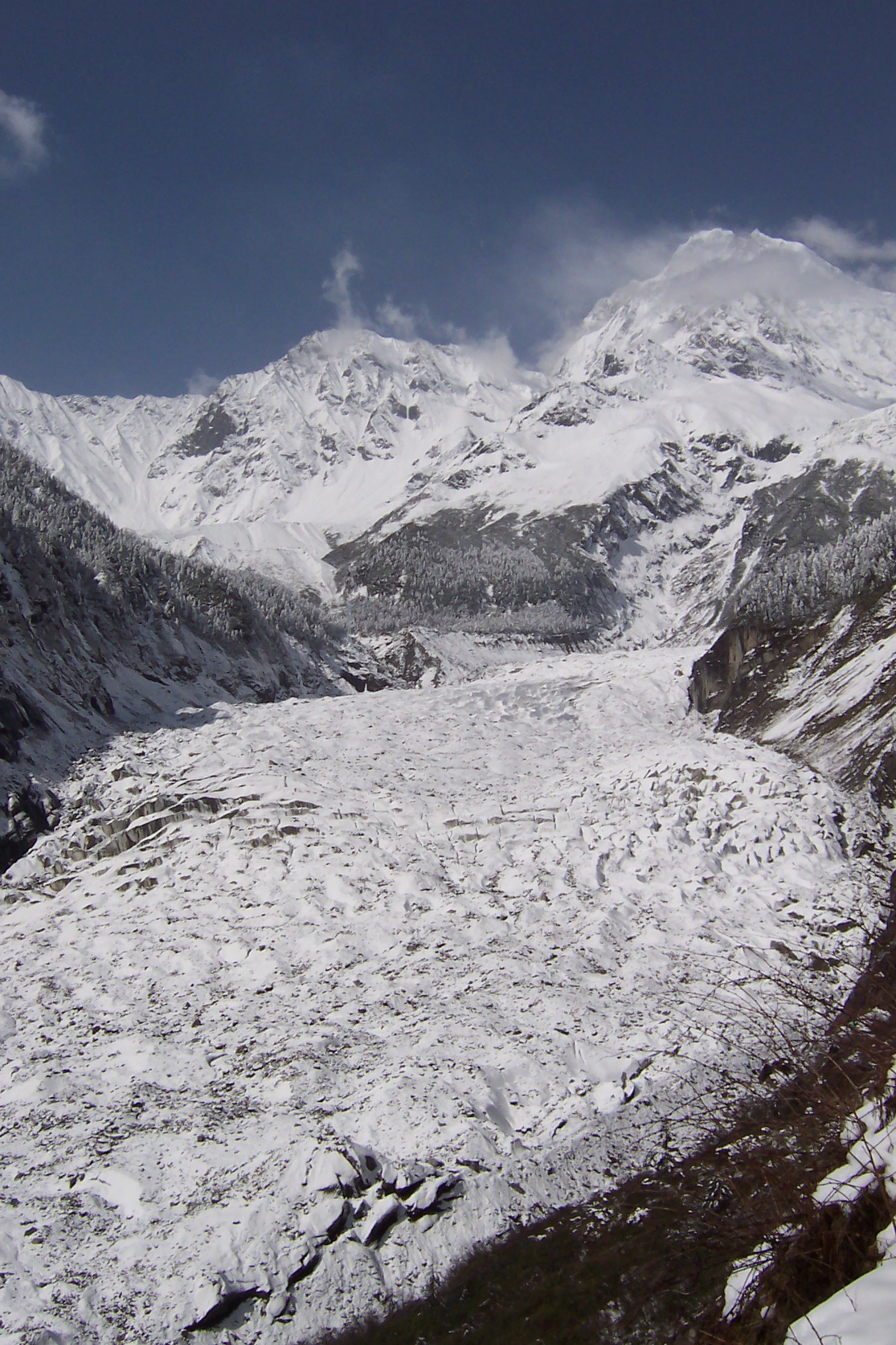
Núi Đại tuyết sơn, nơi Địch Vân trú ngụ và luyện võ công

Sau khi bị chặt hết các ngón ở bàn tay phải, trong nhà lao, Địch Vân còn bị xuyên thủng xương tỳ bà để luồn xích sắt qua. Chàng đã biến thành người bị tàn phế, mất hết võ công.
Đau khổ hơn là chàng bị người sư muội mà mình hết lòng yêu thương hiểu lầm.
Trong nhà lao, bị Đinh Điển đánh đập tàn tệ do hiểu lầm chàng. Sau khi Đinh Điển hiểu rõ, hai người kết giao huynh đệ.
Biến cố đột ngột xảy đến khi Đinh Điển chết, một mình Địch Vân lưu lạc giang hồ. Chàng bị mọi người hiểu lầm là ác nhân, là "dâm tăng", bị đánh đập và truy đuổi đến vùng hoang sơn lạnh lẽo thuộc khu vực Đại Tuyết Sơn (大雪山) ở gần Tây Tạng. Tình cờ do lở tuyết, chàng và cô nương xinh đẹp Thủy Sinh bị tuyết chôn vùi trong một tuyệt cốc trong suốt một mùa đông. Mãi đến mùa xuân khi tuyết tan, Địch Vân và Thủy Sinh mới thoát ra khỏi tuyệt cốc ấy.
Sau nhiều tháng ở trong động tuyết cùng Thủy Sinh (người bị một ác nhân bắt đi cùng Địch Vân), chàng đã luyện được Thần Chiếu Kinh và nhiều môn võ công lợi hại.

### Quay về động tuyết
Sau khi luyện thành võ công, chàng quay về Trung Nguyên với mục đích báo thù, tìm sư phụ, hợp táng Đinh Điển và Lăng Sương Hoa. Thủy Sinh quay về thì bị người yêu là chàng Uông Khiếu Phong nghi ngờ, ruồng rẫy vì đã ở chung với "dâm tăng" mấy tháng trời trong tuyệt cốc (dù giữa Địch Vân và Thủy Sinh hoàn toàn trong sáng và cũng nhờ vậy, Thủy Sinh mới biết Địch Vân là một người trung hậu, thật thà, chịu nhiều oan khuất).
Về đến chốn cũ, Địch Vân tan nát cõi lòng khi thấy Thích Phương đã trở thành vợ của Vạn Khuê, nhưng vì hạnh phúc của sư muội, Địch Vân không nỡ giết kẻ đã hãm hại mình. Thích Phương khi đã biết rõ sự thật, dù còn yêu Địch Vân nhưng nàng vẫn không thể bỏ rơi chồng. Nàng đi cứu Vạn Khuê và bị chính hắn giết chết.
Địch Vân đi tìm kho báu để giúp thiên hạ theo lời trăng trối của Đinh Điển. Tại đó, Địch Vân đã suýt chết khi bị sư phụ thuở thiếu thời của chàng là Thích Trường Phát (cha của Thích Phương, một người mà Địch Vân luôn kính trọng) đâm lén một đao để hòng chiếm đoạt kho báu một mình.
Sau khi thấy rõ những thủ đoạn nham hiểm tàn độc của sư phụ, sư bá và sau cái chết của sư muội, chàng cảm thấy chán nản rồi quay trở về động tuyết. Ở đó có một thiếu nữ đang chờ chàng, đó chính là nàng Thủy Sinh.

## Nhân vật
- Địch Vân: Chàng trai trung hậu, có tuổi thơ thanh bình nhưng sau bị cuốn vào sóng gió giang hồ, cuối cùng chàng trở thành một ẩn sĩ sau khi chia tay đầy nước mắt với mối tình đầu Thích Phương khi hai người đã âm dương cách biệt.
- Đinh Điển: Một đại hiệp có quá khứ đau buồn, bị hãm hại.
- Lăng Sương Hoa: Có tình cảm với Đinh Điển nhưng không thành, cuộc đời đau khổ, phải hủy hoại dung nhan để không phụ lòng Đinh Điển.
- Thủy Sinh: Con của Thủy Đại, sư muội của Uông Khiếu Phong, do hiểu lầm Địch Vân nên lúc đầu cả hai đều có ý giết cậu, đồng thời cũng là cô gái yếu đuối, giỏi thổi sáo tại núi Đại tuyết sơn. Nàng là một mỹ nhân tuổi đôi mươi, dung mạo xinh đẹp, mặc y phục trắng với dải lụa đỏ cài trên đầu. Nàng có tính cách trung hậu như Địch Vân và sau đem lòng yêu chàng.
- Vạn Chấn Sơn: Ngoại hiệu Ngũ Vân Thủ người hợp mưu giết sư phụ để đoạt bí kíp, có nhiều mưu mô.
- Ngôn Đạt Bình:  Ngoại hiệu Lục Địa Thần Long người hợp mưu giết sư phụ để đoạt bí kíp.
- Thích Trường Phát: Ngoại hiệu Thiết Tỏa Hoành Giang cha của Thích Phương, sư phụ của Địch Vân, trong quá khứ từng hợp mưu giết sư phụ để đoạt bí kíp. Ngoại hiệu của y là do những kẻ thù trên giang hồ đặt cho. Theo như lời của Ngôn Đạt Bình nói với Địch Vân thì "Thiết Tỏa Hoành Giang" có nghĩa là một sợi dây xích sắt vắt ngang qua dòng sông khiến cho tàu thuyền khi đã vướng vào thì muốn tiến không được mà muốn lui cũng không xong, ý nói con người y mưu mô, thâm hiểm và cách hành động cay độc của y.
- Mai Niệm Sinh: Có ngoại hiệu là Thiếc cốt mặc ngạc, một cao thủ có võ công cao cường, sáng tạo ra Liên thành kiếm phổ nhưng sau bị đệ tử hãm hại. Trước khi lâm chung ông đã kịp trao bí mật của Liên Thành Quyết và môn công phu Thần Chiếu Kinh cho Đinh Điển.
- Thích Phương: Con gái của Thích Trường Phát, sư muội và là thanh mai trúc mã với Địch Vân nhưng kết cục bi thảm.
- Vạn Khuê: Háo sắc, mê Thích Phương nên tìm cách hãm hại Địch Vân bằng cách vu oan cho Địch Vân.
- Và các nhân vật khác

Tác phẩm được chuyển thể:
Năm 1980 do hãng Thiệu Thị sản xuất. Năm 1989 do hãng TVB sản xuất, diễn viên Quách Tấn An, Lê Mỹ Nhàn...

## Chuyển thể
| Năm  | Đạo diễn      | Diễn viên | Sản xuất tại | Số tập |
| ---- | ------------- | --- | ------------ | ------ |
| 1989 | Khưu Gia Hùng | Quách Tấn An, Lê Mỹ Nhàn, Tạ Ninh, Tăng Giang, Trần Mỹ Kỳ, Ngô Trấn Vũ, Quan Hải Sơn, Quách Phong, Chu Thiết Hoà | Hồng Kông    | 20     |
| 2003 | Vương Tân Dân | Ngô Việt, Hà Mĩ Điền, Thư Sướng, Kê Xuân Hoa, Lục Tiểu Linh Đồng                                                 | Trung Quốc   | 35     |